# بيتر كايزر
بيتر كايزر (بالألمانية: Peter Kaiser)‏ هو سياسي نمساوي، ولد في 4 ديسمبر 1958 في كلاغنفورت في النمسا. حزبياً، نشط في الحزب الديمقراطي الاجتماعي النمساوي. وقد انتخب governor of Carinthia ‏ (28 مارس 2013 – ).

## وصلات خارجية
- بيتر كايزر على موقع مونزينجر (الألمانية)

- الموقع الرسمي